# ژولیوس ایوولا
بارون جولیو چزاره آندره‌آ اِوُلا (ایتالیایی: [ˈɛ:vola]; ۱۹ مه ۱۸۹۸–۱۱ ژوئن ۱۹۷۴)، معروف به یولیوس اِوُلا، یک فیلسوف، نقاش، شاعر، باطن‌گرا و کاشف ایتالیایی بود. وی به عنوان یک «روشنفکر فاشیستی»، «یک سنت گرای افراطی»، «ضد برابری، ضد لیبرال، ضد دموکراتیک و ضد مردم» توصیف شده است، و تحت نام «فیلسوف برجسته جنبش نئوفاشیستی اروپا» معرفی می‌شود.